# Crescent City (California)
Crescent City è il capoluogo della contea di Del Norte, in California, Stati Uniti. Nel censimento del 2000 è risultata una popolazione di 4.006 abitanti; cresciuta a 7643 in quello del 2010.
Nell'ospedale di Crescent City morì, il 3 maggio 1963, a seguito di un incidente automobilistico, il grande slavofilo italiano Renato Poggioli.